# Хохлатая кукушка
Хохла́тая куку́шка (лат. Clamator glandarius) — птица семейства кукушковых.

## Описание

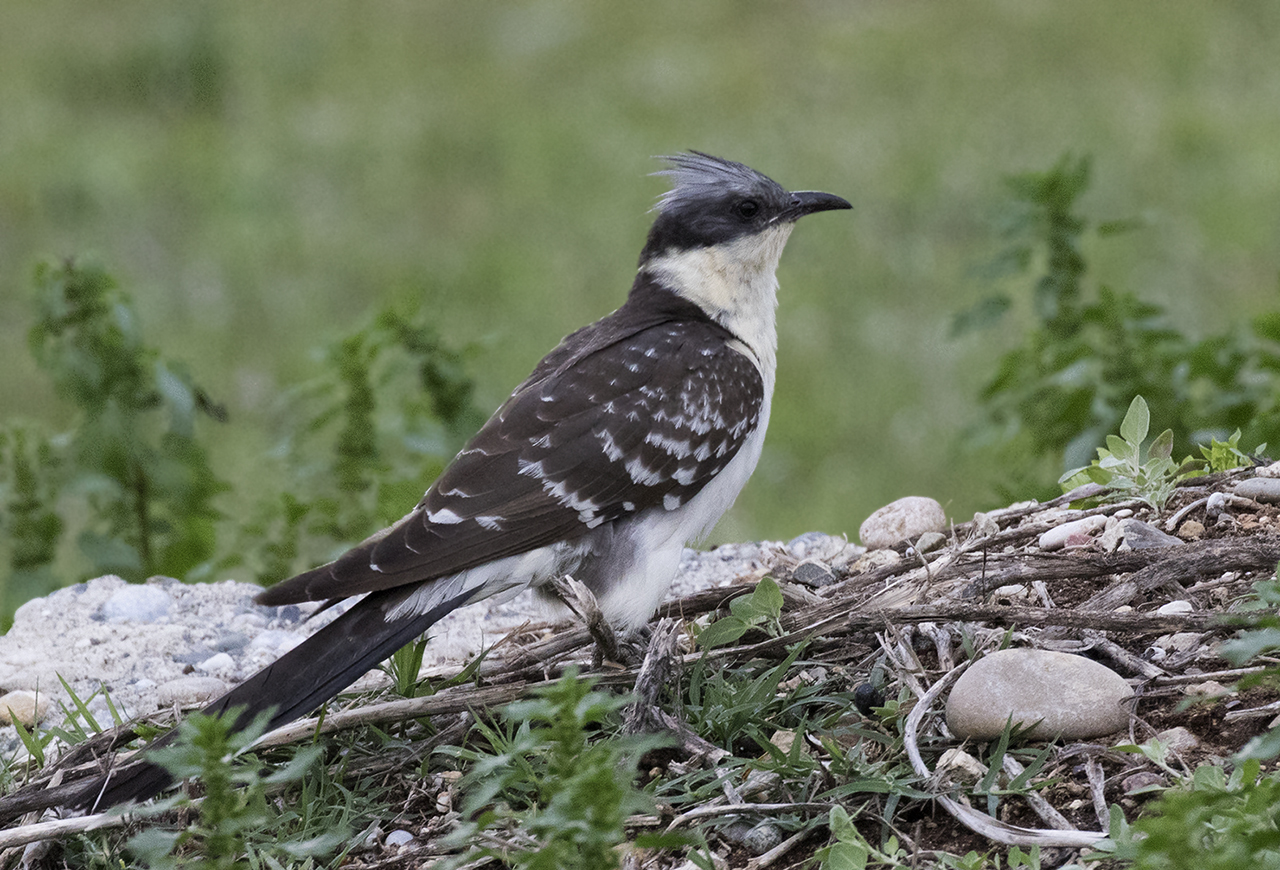

Длина тела хохлатой кукушки составляет от 35 до 39 см, вес — 140—170 г, размах крыльев 58—66 см. Ноги серые. Окологлазное кольцо ярко-оранжево-красного цвета. Клюв серый у основания, в остальном чёрный. Спина и крылья тёмно-серые, кроющие перья имеют на вершинах белые пятна. Маховые и хвостовые перья имеют белые кромки на вершинах. Нижняя часть тела светлая, горло и грудь имеют желтоватую окраску. У взрослых хохлатых кукушек имеется серебристо-серый хохол. Верхняя часть тела, голова и крылья молодых птиц чёрного цвета. Маховые перья тёмно-рыжие. После первой линьки эти чёрные и тёмно-рыжие участки оперения приобретают тёмно-коричневую окраску.
Хохлатая кукушка передвигается по земле прыжками с приподнятым хвостом. Сидя на заборе, она часто напоминает сороку. Полёт быстрый, прямолинейный.

## Вокализация
Призывы хохлатой кукушки очень разнообразны. Она часто кричит «тьерр-тьерр-тье-тье-тье» или «ки-ки-ки-криэ-криэ-криэ», что напоминает иногда обыкновенную каменку. В частности, самка располагает рядом призывов, которые напоминают раскатистым и кудахчущим «ги-ги-ги-ги-ги-кю-кю-кю» призывы зелёных дятлов. 

## Распространение
Хохлатая кукушка предпочитает светлые леса, открытые ландшафты с отдельно стоящими кустами или деревьями. Иногда кукушки следуют за своими хозяйскими птицами на территорию парков. Область распространения охватывает юго-западную и южную Европу, Малую Азию вплоть до запада Ирана и Верхнего Египта, а также части Африки к югу от Сахары. В Центральной Европе это редкий залётный вид.
Живущие далеко на севере или юге своего ареала популяции мигрируют обычно из Европы в Африку и с юга Африки на север. При этом птицы образуют большие стаи.

## Питание
Хохлатая кукушка — это насекомоядная птица, добывающая питание преимущественно на земле в светлых лесных регионах. Как и другие виды кукушек, она также пожирает, недоступных другим видам птиц, больших, покрытых волосками гусениц, которым она перед их употреблением иногда отрывает волоски. Мелкие рептилии дополняют рацион.

## Размножение

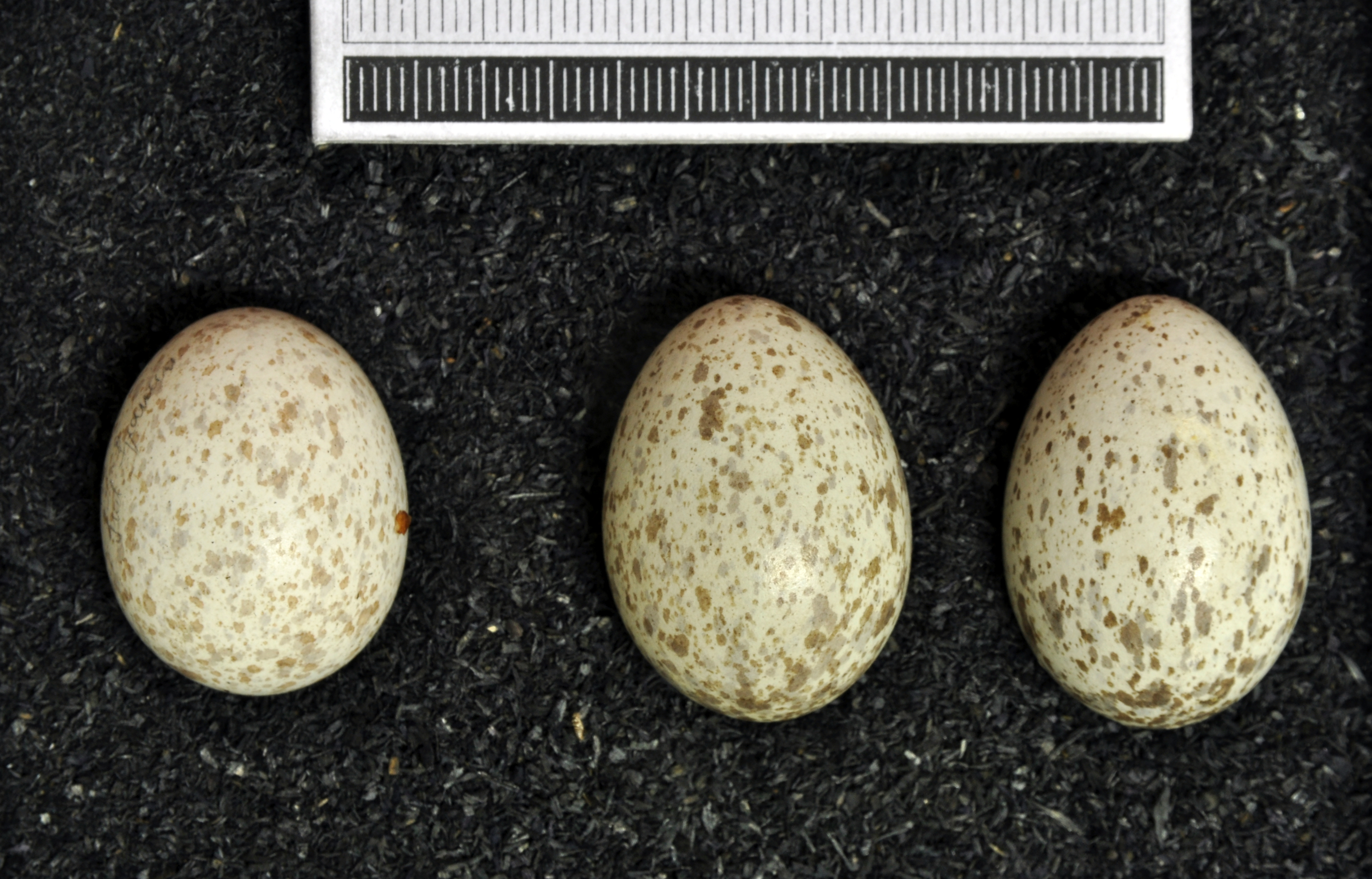
Яйцо хохлатой кукушки слева, справа два яйца сороки из кладки хозяина, Испания, 1895

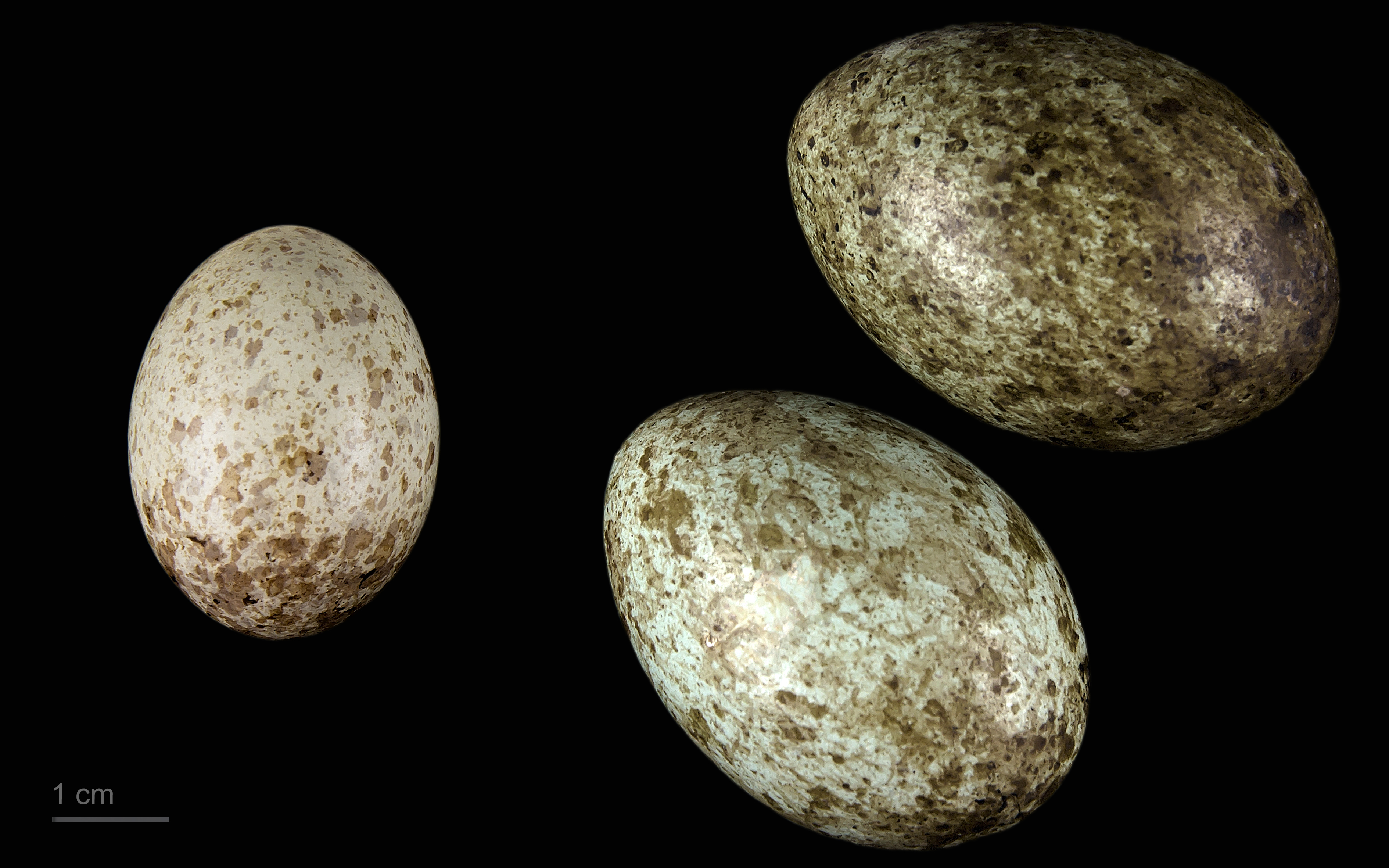
яйцо Clamator glandarius + Corvus cornix - Тулузский музеум

Хохлатая кукушка — это гнездовой паразит, который подбрасывает свои яйца в гнёзда врановых птиц, прежде всего, сорок и голубых сорок. В Африке хозяевами становятся также скворцовые. Самец отвлекает хозяев гнезда, давая возможность самке выбросить яйцо из гнезда хозяев и отложить вместо него своё собственное. За гнездовой сезон самка может отложить до 18 яиц, по одному через каждые 2 дня.
В отличие от  кукушек рода Cuculus, птенцы этого вида терпят присутствие птенцов их усыновителей рядом с ними. Птенец хохлатой кукушки внешне очень похож на птенцов врановых птиц, а также подражает их призывным крикам. Он быстро подрастает и покидает гнездо уже через 18 дней, тем не менее, приёмные родители продолжают его ещё кормить до возраста от 25 до 59 дней.
Если хозяева гнезда избавляются от яиц гнездового паразита, то кукушка разоряет гнездо не состоявшихся усыновителей — уничтожает их птенцов или яйца. Предполагается, что это один из стимулов, который заставляет, в частности, сорок принимать подброшенные яйца и высиживать их вместе с собственными.

## Дополнительные ссылки
- Голос хохлатой кукушки на сайте xeno-canto.org